# Pont des Trois Arches (Venise)
Le pont des Trois Arches (en italien : Ponte dei Trei Archi) est l'un des principaux ponts de Venise, après les quatre ponts sur le Canal Grande (Rialto, des Déchaussés, de l'Académie et le pont de la Constitution). Il est situé dans le sestiere de Cannaregio.

## Description
Le pont des Trois Arches traverse le canal de Cannaregio, à la moitié de sa longueur. Il est caractérisé par sa structure à trois arcades, deux arches latérales de petite taille et une arche centrale de grande taille.
Demeuré le seul exemple de pont vénitien à trois arches, il a perdu son nom original de pont de San Giobbe. Dans le passé, il y avait certainement d'autres ponts vénitiens de ce type : par exemple, au XVe siècle, il y avait les trois arches du pont San Lorenzo, dans le sestiere de Castello, comme indiqué dans le tableau de Gentile Bellini Miracle de la Croix tombée dans le canal de San Lorenzo exposé aux Galeries de l'Académie.
Toujours à une époque révolue, le pont, comme tous les ponts vénitiens, était dépourvu de parapets et doté de marches plus longues et plus basses, caractéristiques conférant une élégance particulière, tel que documenté par les gravures de l'époque.
Il a été restauré vers la fin des années 1970.